# Керолайн Дюбуа
Керолайн Дюбуа (англ. Caroline Dubois; 11 січня 2001) — британська професійна боксерка, чемпіонка літніх юнацьких Олімпійських ігор 2018, чемпіонка світу за версією IBO (2023—т.ч.) в легкій вазі.
Керолайн — молодша сестра Денієла Дюбуа, професійного боксера.

## Аматорська кар'єра
Займалася боксом з дев'яти років в клубі, де тренувався її старший брат Денієл.
На чемпіонаті Європи серед юніорів 2017 року стала чемпіонкою. Стала першою англійською чемпіонкою світу серед молоді, здобувши перемогу на чемпіонаті у серпні 2018 року.
На літніх юнацьких Олімпійських іграх 2018 здобула три перемоги і стала чемпіонкою.
2019 стала чемпіонкою на молодіжному чемпіонаті Європи.
Кваліфікувалася на Олімпійські ігри 2020. На Олімпійських іграх 2020 перемогла Доньєту Садіку (Косово) та Рашіду Елліс (США), а у чвертьфіналі програла Сісонді Судапорн (Таїланд).

## Професіональна кар'єра
Після Олімпіади вирішила стати професіональною боксеркою. У лютому 2022 року дебютувала на професійному рингу. 30 вересня 2023 року перемогла Магалі Родрігес (Мексика) одностайним рішенням суддів і отримала вакантний пояс IBO в легкій вазі.
3 серпня 2024 року в бою проти Майри Монео (Уругвай) вдруге захистила титул чемпіонки IBO і завоювала титул «тимчасової» чемпіонки WBC в легкій вазі.